# Fisklösa, Värmland
Fisklösa är en sjö i Arvika kommun i Värmland och ingår i Göta älvs huvudavrinningsområde. Sjöns area är 0,041 kvadratkilometer och den är belägen 180 meter över havet.